# Florian Bramböck

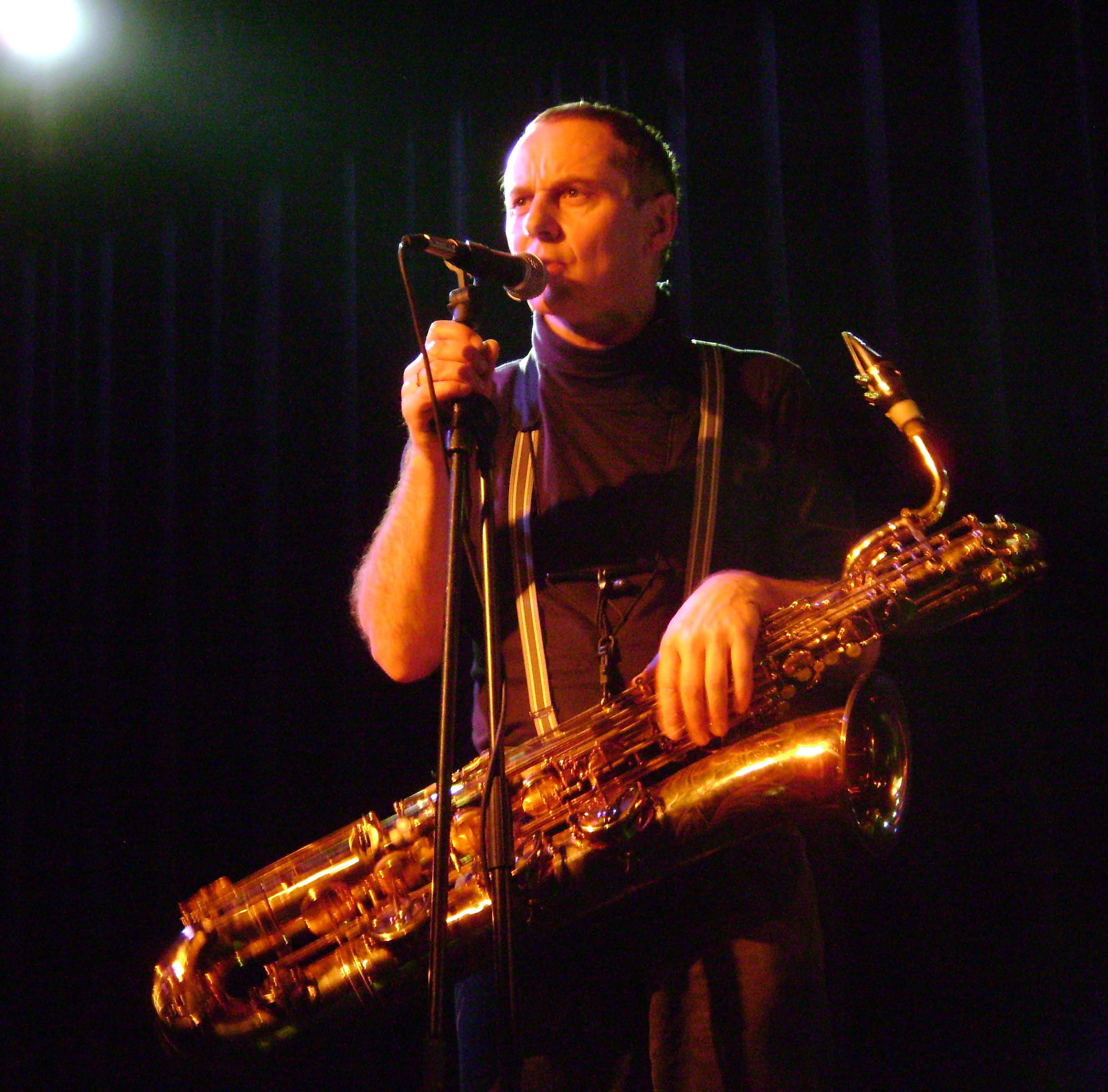
Bramböck 2008 bei einem Konzert mit Saxofour

Florian Bramböck (* 31. Mai 1959 in Innsbruck) ist ein  österreichischer Komponist, Dozent und Saxophonist.

## Leben
Seine Studien absolvierte er am Tiroler Landeskonservatorium in Innsbruck, der Universität für Musik und darstellende Kunst Graz bei Peter Straub Saxophon sowie Karlheinz Miklin (Jazz), der University of Miami, Bundesstaat Florida, Vereinigte Staaten sowie bei Ivan Roth in Basel. Er diplomierte 1984 (Klassisches Diplom) und 1985 (Jazzdiplom) mit seinem Instrument Saxophon. Seit 1984 doziert er am Tiroler Landeskonservatorium Innsbruck und seit 1993 Jazz-Saxophon an der Anton Bruckner Privatuniversität in Linz, Bundesland Oberösterreich, Österreich. Ferner war er Lehrbeauftragter an der Universität Mozarteum Salzburg, Abteilung für Musikpädagogik Innsbruck.
Seit 1984 wirkt er auch als Komponist.

## Auszeichnungen
- 1986 Kunstpreis der Stadt Innsbruck 2. Preis für Instrumentalmusik
- 1999 Emil-Berlanda-Preis
- 2016 Tiroler Landespreis für Kunst[1]

## Werke

### Werke für Orchester
- 1991 Konzert für Kontrabass und Orchester
- 1994 Konzertsonatenkonzert für Alt-Saxophon und Orchester
  1. Allegro
  2. Adagio
  3. Molto Allegro
- 1998 MIDUG (Munter In Den UnterGang – Marsch mit Vorspiel) für großes Orchester

### Werke für Blasorchester
- 1984 Concertino für Alt-Saxophon und Blasorchester
- 1985 Rhapsodie für Blasorchester
- 1986 Concertino für Trompete und Blasorchester
- 1987 Jojoba-Reggae für Horn (oder Tenor-Saxophon) und Blasorchester
- 1987 Konzertstück für Schlaginstrumente und Blasorchester
- 1987 Sinfonischer Marsch für Blasorchester
- 1987 Amrasersuite für Blasorchester
  1. Fanfare
  2. Der verhinderte landler
  3. Amras an der Autobahn
  4. Sinfonischer Marsch
- 1988 Intrada für Blasorchester (Papstbesuchsintrada)
- 1988 Die 2 Spinner für 2 Tenorhörner und Blasorchester
- 1989 Der Landeskapellmeister Sinfonischer Marsch
- 1989 Umweltmarsch – Munter in den Untergang
- 1995 Der 23. Psalm für Blasorchester
- 1996 Ornellaia-Ballade für Tenorhorn und Blasorchester
- 1997 Captain, mein Captain Trauermusik für Blasorchester
- 1997 Konzert für 4 Hörner und Blasorchester
- 1997 Pacem in terris Festmusik für Blasorchester
- 1997 Der Knödlrap für Rapper und Blasorchester
- 1998 Wasser-Marsch
- 1999 Lewisch-Concertino für Klarinette und Blasorchester
- 2000 Expo-Fanfare
- 2003 Marsch von der Pfandleralm
- 2003 Fanfare in Kriegszeiten für Brass-Band
- Die Ballade vom einfachen Leben

### Kammermusik
- 1988 1. Bläser-Quintett
  1. Samba
  2. Blues
  3. Schmalzer
  4. New Rock
- 1988 Grillwalzer für 3 Fagotte (oder 3 Klarinetten oder 3 Saxophone)
- 1989 Blues No. 2 für Bläser-Quintett
- 1989 New Rock für Blechbläser-Quintett
- 1989 Samba sentimentale für Brass-Quintett
- 1991 Blues für Streicher
- 1991 Der Tanz ums goldene Zelt für Klarinetten-Sextett
- 1991 Ein Stück des Weges für Bläser-Oktett
- 1991 Madrugada für Klarinetten-Sextett
- 1991 Sonate für Alt-Saxophon und Klavier
- 1991 Suite für Horn-Quartett
  1. ouvertüre
  2. adagio
  3. allegro
- 1991 Trio für Fagott, Alt-Saxophon und Klavier
  1. Rap in der Kammer
  2. Funkt der Kummerfunk
  3. Balladesk
- 1991 Weidmannsfunk für 8 Hörner
- 1992 5-Rhythmische Etüden für Fagott-Solo
- 1992 Virulent für Saxophon-Quartett (oder Klarinetten-Quartett)
- 1993 Musik vor Hirsch-tot für Naturhorn und Percussion
- 1994 Goldfingersextett für Klavier und Bläser-Quintett
- 1996 Old Wisdom – better believe it Funk für Brass-Quintett
- 1997 Binka 97 für Flöte, Geige, Violoncello und Cembalo
- 1997 Cellinen und außen für Violonello-Quartett
- 1997 Fagottsextett für Fagott und Streich-Quintett
- 1997 Mit untertönigsten Grüssen für 3 Bassetthörner
- 1997 Sextett für Streich-Quintett und Fagott
- 1998 3 Bilder für Bass-Klarinette solo – SOAGFAR
- 1999 Frühühüling für Alt-Saxophon, Horn, Klarinette und Orgel
- 2000 1809 - 3 bilder für Geige und Violoncello
  1. In der Stube
  2. In der Hofburg
  3. Von der Pfandleralm
- 2000 Cellinenmambo für Violoncello-Quartett
- 2000 Glanz ohne Kratzer für Trompetenquartett
- 2000 S"Expo MB-Fanfare für 3 Saxophone
- 2001 Amras und Europa-Fanfare für Blechbläser-Quintett
- 2001 Auszug und Einzug 2 Fanfaren für Brass-Quintett
  1. Fanfare zum Einzug
  2. Fanfare zum Auszug
- 2001 Föhn für Bass-Klarinette (und Publikum)
- 2001 Mitten im Leben für Blechbläser-Quintett
- 2002 Auch mein Trauerlied muss ein Walzer sein für Ensemble (Flöte, Klarinette,2 Violinen, Bratsche, Violoncello, Kontrabass)
- 2003 Marsch ins Bett für Klarinetten-Sextett
- 2003 Stop-Bush-Blues für 12 Saxophone
- 2003 Trio – Beethoven im Computerladen für Flöte, Violoncello und Klavier
- 2003 Wilder Westen-High noon und nichts ist los für Pro Brass
- 2005 Höllentalpolka für Horn-Quartett
- 2005 Serie glücklicher Momente für Flöte und Klavier
- 2005 Sonate für Posaune und Klavier
- 2005 Vergessenes Afrika Suite für Klarinetten-Quintett
  1. Praising Burund i
  2. Southafrican Prayer for the Peace
  3. a la Menthe
- Die Beste aller Zeiten für Violoncello-Quartett
- 4 Gedichte für Brass-Quintett
  1. Das ästhetische Wiesel
  2. Der Panther
  3. Faules Krokodil
  4. Im Park

### Chormusik
- 2000 Messe für gemischten Chor
  1. Sanktus
  2. Agnus Dei
- 3 Lieder für gemischten Chor (nach Joachim Ringelnatz (eigentlich: Hans Bötticher) – Hugo von Hofmannsthal – Rainer Maria Rilke)
  1. Liedchen
  2. Die beiden
  3. Schlussstück

### Bühnenwerke
- 1988 Häuptling Abendwind  für Saxophon, Fagott, Trompete, E-Bass, Keyboard und Drums
- 1990 Deflores & Beatrice oder die Jungfrau von Alicante für Saxophon, Fagott, Trompete, E-Bass, Keyboard und Drums
- 2003 Wo ist Jesus Thierseer Passionszwischenmusiken – für 2 Klarinetten, Bass-Klarinette, Trompete, Flöte, Tuba, Keyboard und Percussion
- 2009 „Hofers Nacht“, Oper nach einem Libretto von Alois Schöpf, UA 5. April 2009, Kammerspiele Innsbruck, Intendanz Brigitte Fassbaender.
- 2012 „Der 3. Polizist“, Oper nach einem Libretto von Doris Happl (nach dem Roman von Flann O’Brien), UA 1. Juni 2012, Kammerspiele Innsbruck, Intendanz Brigitte Fassbaender.
- 2016 „Der Weibsteufel“, Oper nach einem Libretto von Johannes Reitmeier(nach dem Bühnenstück von Karl Schönherr), UA 4. März 2016, Kammerspiele in der Messehalle Innsbruck, Intendanz Johannes Reitmeier.